# Georgi Atanasov (compositore)
Georgi Atanasov (in bulgaro Георги Атанасов?; Plovdiv, 6 maggio 1882 – Fasano del Garda, 17 novembre 1931) è stato un musicista, compositore e direttore d'orchestra bulgaro.

## Biografia

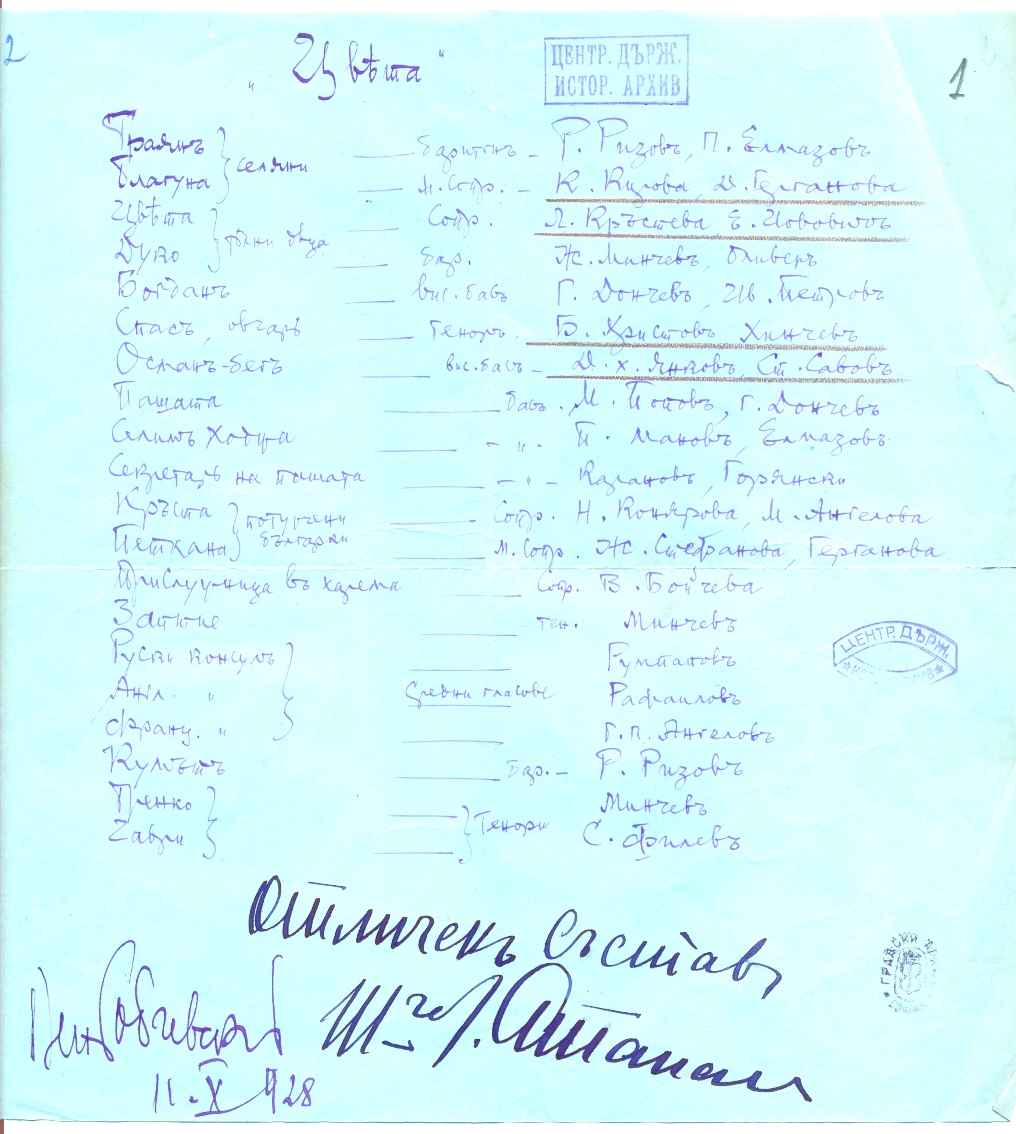
Cast dell'opera Tsveta (1924), approvato da Atanasov

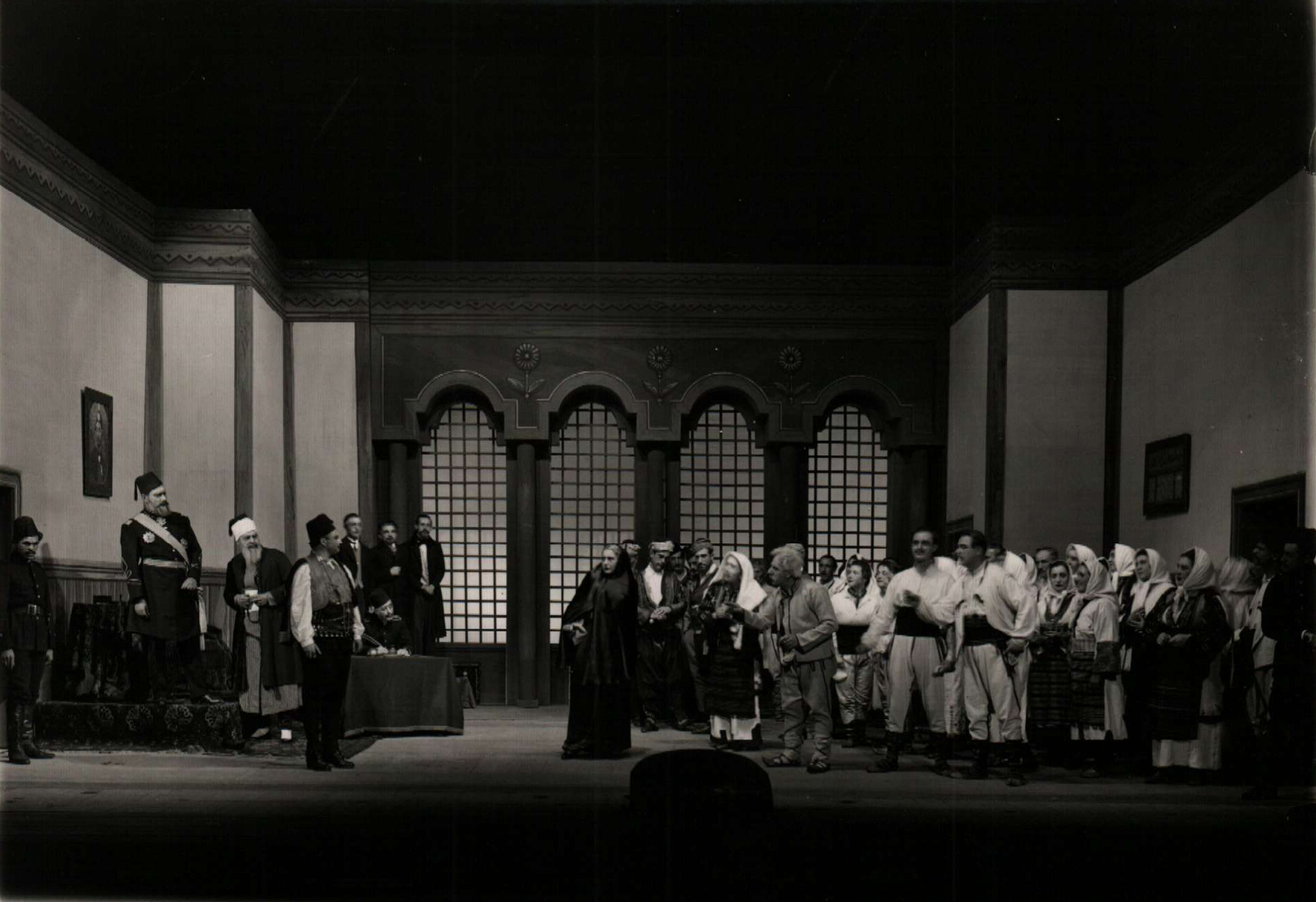
Recitazione dell'opera Tsveta di Atanasov

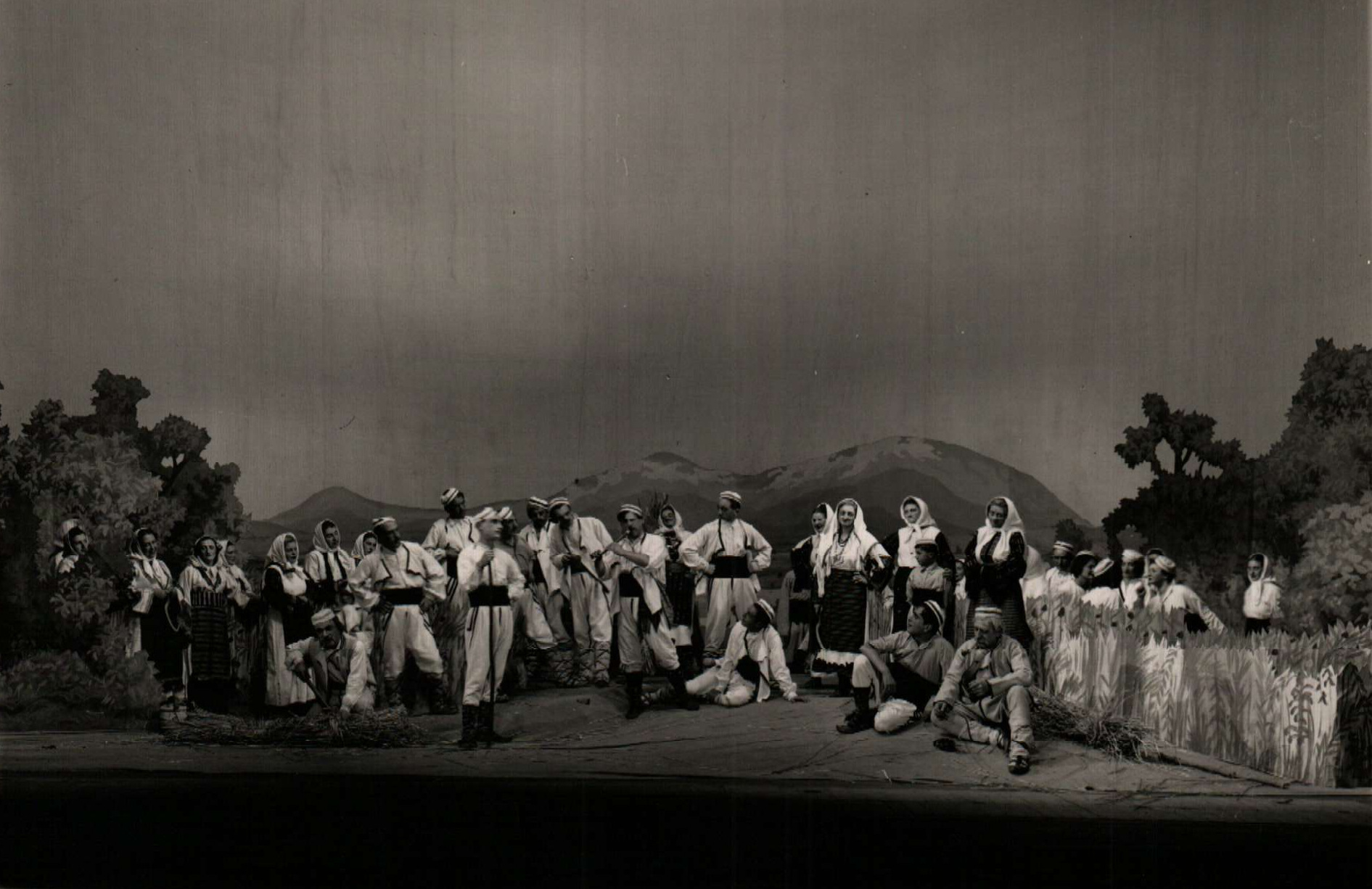
Recitazione dell'opera Tsveta di Atanasov

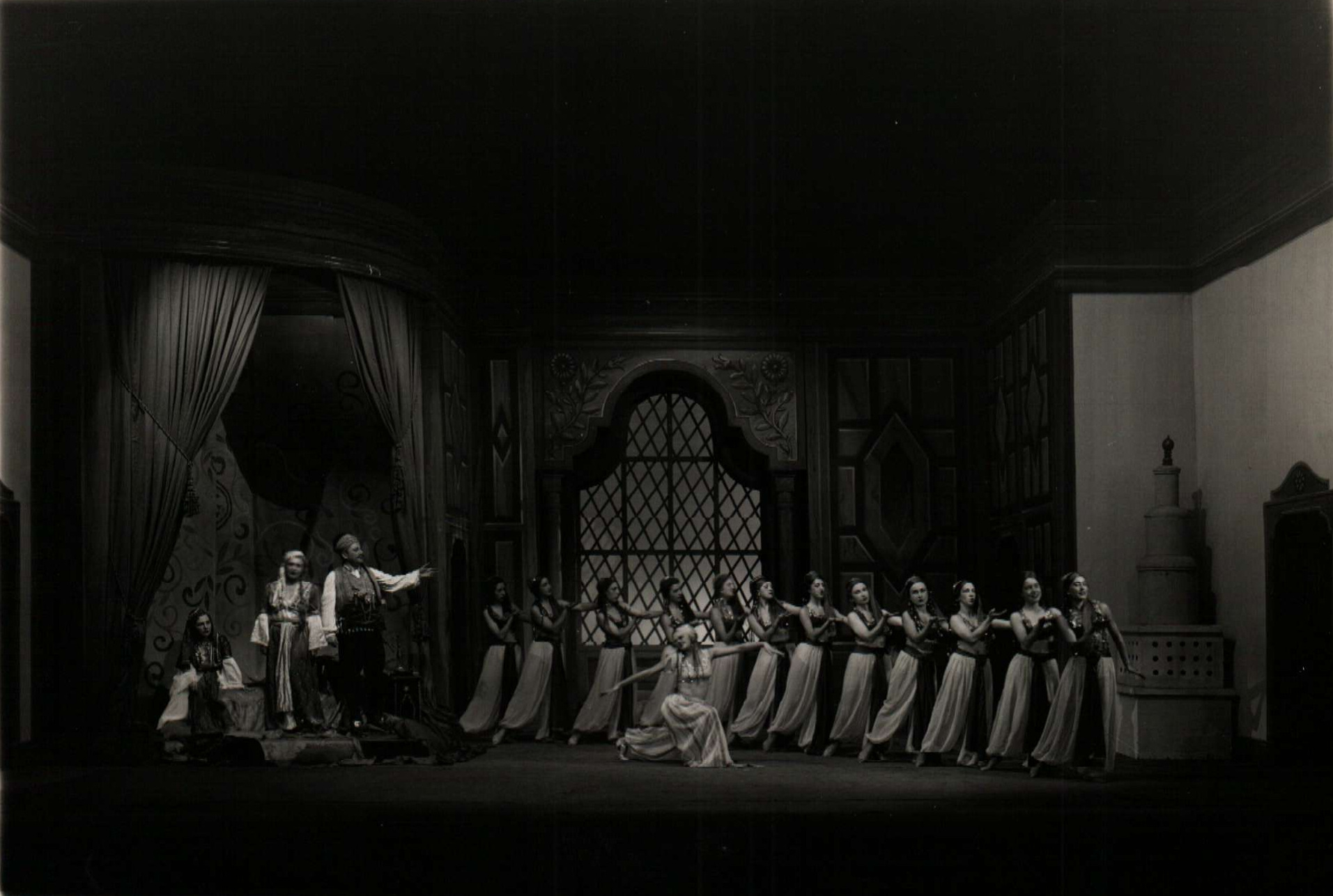
Recitazione dell'opera Tsveta di Atanasov

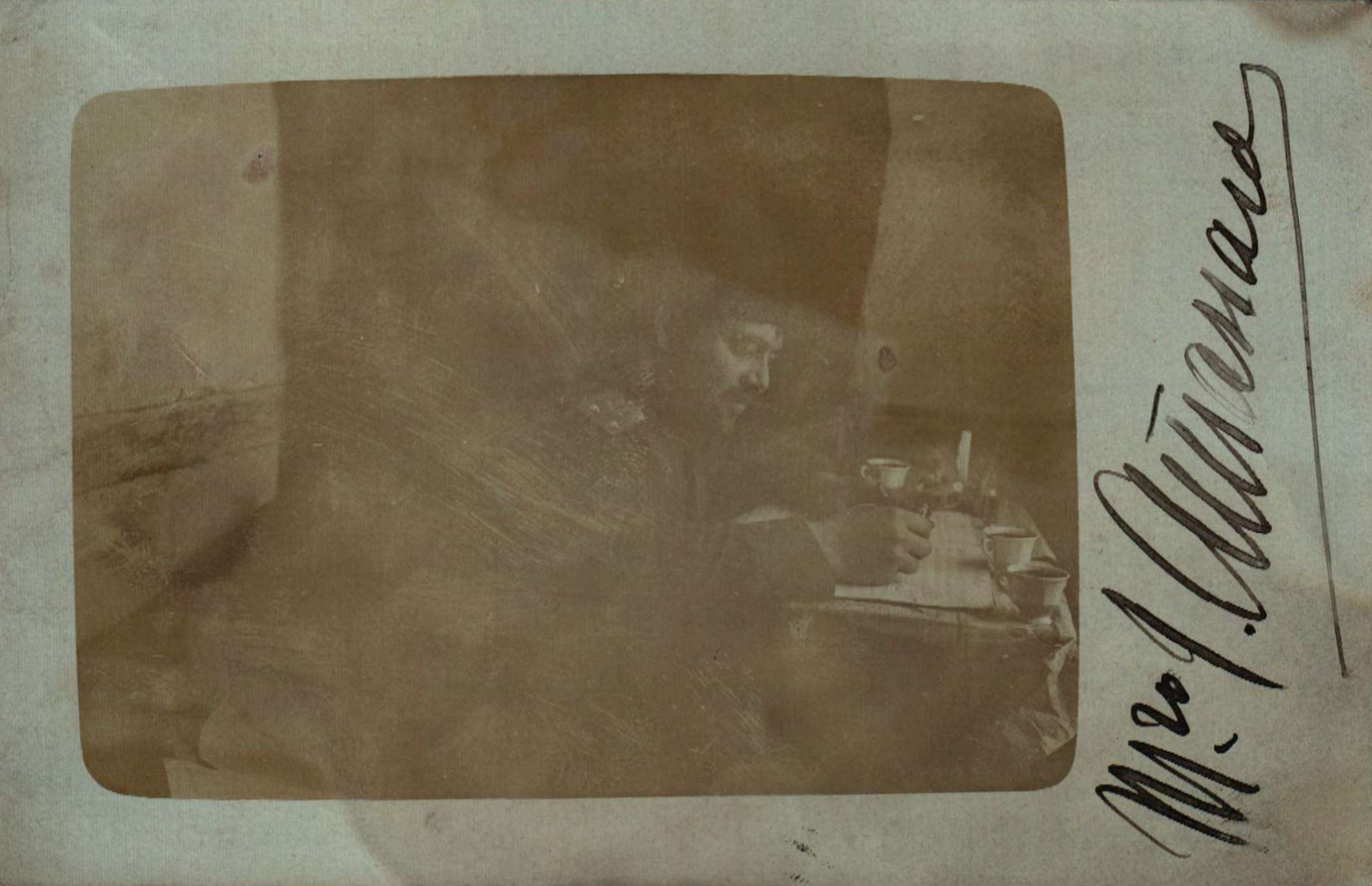
Georgi Atanasov nel 1914

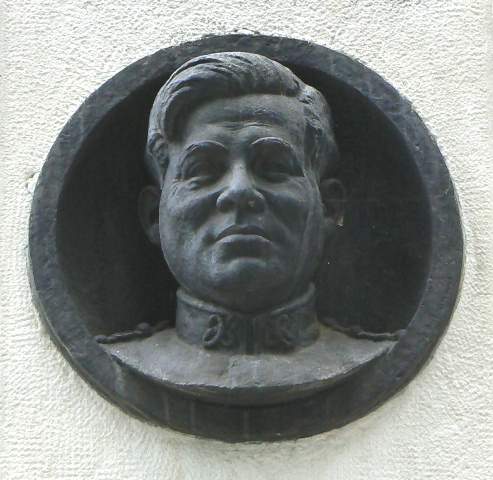
Bassorilievo di Georgi Atanasov, Pazardžik

Georgi Atanasov è un compositore e direttore d'orchestra bulgaro, fondatore dell'opera in Bulgaria, che prima di lui non aveva mai conosciuto la musica colta, ad eccezione del canto liturgico bizantino; autore di sei opere, oltre che di operette per bambini, canzoni, marce, canzoni per bambini e molto altro.
Ma la sua grande passione furono le opere, con le quali indicò la strada a tutto il repertorio bulgaro successivo.
Tre delle sue opere si ispirarono alla vita quotidiana e le altre tre ebbero tematiche storiche.
Atanasov inizialmente ricevette l'influenza dall'opera italiana, in seguito enfatizzò i caratteri nazionali nel suo lavoro, e infine cercò di perseguire un linguaggio musicale innovativo.
Le sue opere si caratterizzarono per la grande melodia, per il legame molto stretto con le tradizioni e la lingua bulgara.
Georgi Atanasov nacque il 6 maggio 1882 a Plovdiv, in una famiglia di umili origini.
Sin da piccolo evidenziò il suo talento musicale e, grazie ad un evento fortuito, ha potuto ricevere le lezioni del compositore Panajot Pipkov, che ha aiutato gratuitamente il bambino orfano.
All'età di quindici anni, Atanasov incominciò a studiare teoria musicale, trombone, pianoforte nella scuola di Bucarest.
In quegli anni Atanasov realizzò le sue prime composizioni, ma non riuscì a laurearsi e tornò in Bulgaria nel 1898.
Nel 1901 si trasferì in Italia per studiare composizione e contrappunto al Conservatorio Gioachino Rossini di Pesaro sotto la guida di Pietro Mascagni, dove si laureò nel 1903.
Tornò in Bulgaria e iniziò a lavorare come direttore d'orchestra e di bande militari dapprima in Haskovo, Karlovo, Plovdiv e dal 1914 a Sofia.
Atanasov ricevette la carica di direttore della banda dell'Orchestra delle guardie a Sofia (1914-1920, 1923-1926) e della scuola militare (1920-1923, 1926-1931), oltre che dell'Opera nazionale di Sofia (1922-1923).
Atanasov si dimostrò il più importante direttore d'orchestra bulgaro negli anni venti. I suoi concerti eseguirono per la prima volta in Bulgaria le opere di Ludwig van Beethoven, Carl Maria von Weber, Wolfgang Amadeus Mozart, Johann Sebastian Bach e anche opere di compositori bulgari come Nikola Atanasov, Pančo Vladigerov e molti altri.
La sua prima opera, Borislav, è stata composta nel 1911 ispirata dall'omonimo dramma di Ivan Vazov. Nel 1917 Atanasov ultimò la sua seconda opera, Gergana, basata su un'antica tematica tradizionale popolare. Successivamente Atanasov realizzò altre due opere con trama folcloristica: Il mulino desolato (Zapustjalata vodenica, 1923), su libretto di Aleksendăr Morfov e Cveta (1924), incentrata sul dramma Il matrimonio del sangue macedone (Makedonska kyrvava svatba) di Vojdan Pop Georgiev – Černodrinski.
Le altre due opere furono di argomento storico, Kosara (1926), su libretto di Bojan Danovski e Alcek (1930), su libretto di Petar Karapetrov, intrise di impressionismo, simbolismo e di uno stile più personale.
Altre importanti composizioni di Atanasov risultarono le opere per bambini L'insegnante malato (Bolnijat Učitel, 1909), Uccelli (Za ptički, 1911), La fata primaverile (Samodivskoto izvorče, 1912), La ragazza d'oro (Zlatnoto momiče, 1914), Piccolo eroe (Malkijat geroi, 1915; anche le sue canzoni e le sue marce si dimostrarono rilevanti.
All'età di quarantanove anni Atanasov si ammalò di diabete e dovette curarsi all'estero. Ricevette aiuti dall'Italia, ma ormai le sue condizioni di salute erano critiche e morì il 17 novembre 1931 a Fasano del Garda.
Successivamente i suoi resti mortali vennero trasferiti a Sofia, dove fu sepolto nel febbraio 1937.

## Opere

### Opere
- Borislav (1911);
- Gergana (1917);
- Il mulino desolato (Zapustjalata vodenica, 1923);
- Cveta (1924);
- Kosara (1926);
- Alcek (1930).

### Opere per bambini
- L'insegnante malato (Bolnijat Učitel, 1909);
- Uccelli (Za ptički, 1911);
- La fata primaverile (Samodivskoto izvorče, 1912);
- La ragazza d'oro (Zlatnoto momiče, 1914);
- Piccolo eroe (Malkijat geroi, 1915).